# Khoina plumipes
Khoina plumipes är en skalbaggsart som beskrevs av Louis Albert Péringuey 1902. Khoina plumipes ingår i släktet Khoina och familjen Melolonthidae. Inga underarter finns listade i Catalogue of Life.